# Барковський Андрій Дмитрович
Андрій Дмитрович Барковський — старший солдат Збройних сил України, учасник російсько-української війни, відзначився у ході російського вторгнення в Україну.
Брав участь в АТО на сході України в складі 72-окремої механізованої бригади, обіймав посаду оператора-кулеметника.

## Нагороди
- орден «За мужність» III ступеня (2022) — за особисту мужність і самовіддані дії, виявлені у захисті державного суверенітету та територіальної цілісності України, вірність військовій присязі[1][2].